# Korkuteli (Landkreis)
Korkuteli ist eine Stadt im gleichnamigen Landkreis der türkischen Provinz Antalya und gleichzeitig ein Stadtbezirk der 1993 geschaffenen Büyükşehir belediyesi Antalya (Großstadtgemeinde/Metropolprovinz). Korkuteli liegt ca. 1.000 m über dem Meeresspiegel. Die Temperaturen liegen im Winter nicht unter −5 °C und im Sommer bei +25 °C.
Der frühere Name lautete İstanos.